# 2022年世界中學生運動會中華台北代表團
2022年世界中學生運動會中華台北代表團是中華民國（台灣）以“中華台北”名義，參與在法國諾曼第舉行的2022年世界中學生運動會。本屆共參加16個項目，總計選手135位，教練33位，最終獲得21金20銀27銅，總共68面獎牌。

## 獎牌統計

### 獎牌項目
| 項目     | 金牌 | 銀牌 | 銅牌 | 總數 |
| -------- | ---- | ---- | ---- | ---- |
| 射箭     | 4    | 0    | 0    | 4    |
| 田徑     | 3    | 3    | 3    | 9    |
| 跆拳道   | 3    | 2    | 3    | 8    |
| 帕拉田徑 | 2    | 2    | 5    | 9    |
| 羽球     | 2    | 1    | 1    | 4    |
| 桌球     | 1    | 5    | 3    | 9    |
| 帕拉游泳 | 1    | 3    | 0    | 4    |
| 拳擊     | 1    | 2    | 3    | 6    |
| 競技體操 | 1    | 1    | 0    | 2    |
| 游泳     | 1    | 0    | 2    | 3    |
| 角力     | 1    | 0    | 1    | 2    |
| 籃球     | 1    | 0    | 0    | 1    |
| 柔道     | 0    | 1    | 5    | 6    |
| 霹靂舞   | 0    | 0    | 1    | 1    |

### 獎牌得主
| 獎牌 | 運動員                      | 運動     | 項目                                 |
| ---- | --------------------------- | -------- | ------------------------------------ |
| 金牌 | 謝元愷                      | 田徑     | 男子110公尺跨欄                      |
| 金牌 | 林仲威                      | 田徑     | 男子400公尺跨欄                      |
| 金牌 | 魏浩倫 洪孟隆 曹廣鈞 林仲威 | 田徑     | 男子異程接力 （100-200-300-400公尺） |
| 金牌 | 李彩綺                      | 射箭     | 女子個人賽                           |
| 金牌 | 李彩綺 蘇思敏 劉沛妤        | 射箭     | 女子團體賽                           |
| 金牌 | 鄭祥輝 楊凱涵 柯倫祐        | 射箭     | 男子團體賽                           |
| 金牌 | 李彩綺 鄭祥輝               | 射箭     | 混合雙人賽                           |
| 金牌 | 郭冠麟                      | 羽球     | 男子單打                             |
| 金牌 | 何文勛 林于顥               | 羽球     | 混合雙打                             |
| 金牌 | 韓汛 楊幸恩 李恩芯 蕭預玟   | 籃球     | 女子組（籃球3對3）                   |
| 金牌 | 吳瑀倢                      | 拳擊     | 女子63公斤級                         |
| 金牌 | 莊佳龍                      | 競技體操 | 男子雙槓                             |
| 金牌 | 傅堃銘                      | 游泳     | 男子400公尺混合式                    |
| 金牌 | 劉如紜                      | 桌球     | 女子單打                             |
| 金牌 | 蘇靖哲                      | 跆拳道   | 男子個人品勢                         |
| 金牌 | 蘇靖哲 陳倍雅               | 跆拳道   | 混合品勢                             |
| 金牌 | 洪俊義                      | 跆拳道   | 男子對打73公斤級                     |
| 金牌 | 李妍儀                      | 角力     | 女子自由式61公斤級                   |
| 金牌 | 吳宜容                      | 帕拉田徑 | 女子100公尺(視障)                    |
| 金牌 | 吳宜容                      | 帕拉田徑 | 女子400公尺(視障)                    |
| 金牌 | 蘇安妍                      | 帕拉游泳 | 女子200公尺自由式                    |
| 銀牌 | 林翊凱 謝元愷 李柏睿 邱思騏 | 田徑     | 男子4x100公尺接力                    |
| 銀牌 | 王思遠                      | 田徑     | 男子標槍                             |
| 銀牌 | 林峻毅                      | 田徑     | 男子撐竿跳高                         |
| 銀牌 | 謝昀珊                      | 羽球     | 女子單打                             |
| 銀牌 | 游晨妤                      | 拳擊     | 女子54公斤級                         |
| 銀牌 | 卓妤庭                      | 拳擊     | 女子66公斤級                         |
| 銀牌 | 莊佳龍                      | 競技體操 | 男子單槓                             |
| 銀牌 | 王桀曦                      | 柔道     | 女子70公斤級                         |
| 銀牌 | 高承睿                      | 桌球     | 男子單打                             |
| 銀牌 | 高承睿 張佑安 莊家權 蘇昱綸 | 桌球     | 男子團體                             |
| 銀牌 | 陳琦媗                      | 桌球     | 女子單打                             |
| 銀牌 | 朱以晴 蔡昀恩               | 桌球     | 女子雙打                             |
| 銀牌 | 朱以晴 蔡昀恩 劉如紜 陳琦媗 | 桌球     | 女子團體                             |
| 銀牌 | 陳倍雅                      | 跆拳道   | 女子個人品勢                         |
| 銀牌 | 潘奎安                      | 跆拳道   | 男子對打55公斤級                     |
| 銀牌 | 吳芋曄                      | 帕拉田徑 | 女子組跳遠                           |
| 銀牌 | 黃羽涵                      | 帕拉田徑 | 女子100公尺(智障)                    |
| 銀牌 | 蘇安妍                      | 帕拉游泳 | 女子50公尺仰式                       |
| 銀牌 | 蘇安妍                      | 帕拉游泳 | 女子50公尺自由式                     |
| 銀牌 | 姜蔓羚                      | 帕拉游泳 | 女子200公尺混合式                    |
| 銅牌 | 林仲威                      | 田徑     | 男子400公尺                          |
| 銅牌 | 賴尹甯                      | 田徑     | 女子400公尺跨欄                      |
| 銅牌 | 江靜緣                      | 田徑     | 女子鉛球                             |
| 銅牌 | 楊筑云 詹又臻               | 羽球     | 女子雙打                             |
| 銅牌 | 賴彥霖                      | 拳擊     | 男子54公斤級                         |
| 銅牌 | 劉宇珊                      | 拳擊     | 女子50公斤級                         |
| 銅牌 | 陳宛婷                      | 拳擊     | 女子57公斤級                         |
| 銅牌 | 許馥雅                      | 霹靂舞   | 女子個人賽                           |
| 銅牌 | 黃立帆                      | 柔道     | 男子55公斤級                         |
| 銅牌 | 林敬翔                      | 柔道     | 男子60公斤級                         |
| 銅牌 | 武聖雅                      | 柔道     | 女子44公斤級                         |
| 銅牌 | 沈奕熙                      | 柔道     | 女子52公斤級                         |
| 銅牌 | 詹育晴                      | 柔道     | 女子63公斤級                         |
| 銅牌 | 簡立璿                      | 游泳     | 男子100公尺仰式                      |
| 銅牌 | 鄭佴                        | 游泳     | 男子200公尺混合式                    |
| 銅牌 | 張佑安                      | 桌球     | 男子單打                             |
| 銅牌 | 高承睿 張佑安               | 桌球     | 男子雙打                             |
| 銅牌 | 劉如紜 陳琦媗               | 桌球     | 女子雙打                             |
| 銅牌 | 劉韋辰                      | 跆拳道   | 男子對打63公斤級                     |
| 銅牌 | 黃敬芸                      | 跆拳道   | 女子對打44公斤級                     |
| 銅牌 | 高筠庭                      | 跆拳道   | 女子對打55公斤級                     |
| 銅牌 | 廖佩穎                      | 角力     | 女子自由式57公斤級                   |
| 銅牌 | 許文豪                      | 帕拉田徑 | 男子1500公尺(智障)                   |
| 銅牌 | 許文豪                      | 帕拉田徑 | 男子3000公尺(智障)                   |
| 銅牌 | 許文豪                      | 帕拉田徑 | 男子中長跑                           |
| 銅牌 | 吳芋曄                      | 帕拉田徑 | 女子100公尺(視障)                    |
| 銅牌 | 黃羽涵                      | 帕拉田徑 | 女子跳遠                             |

## 射箭

### 反曲弓[13][14]
男子組
- 男子團體（鄭祥輝、楊凱涵、柯倫祐）：排名賽（1959分，排名第二），淘汰賽（ 金牌）
- 鄭祥輝（男子個人）：排名賽（669分，排名第一）
- 楊凱涵（男子個人）：排名賽（662分，排名第四）
- 柯倫祐（男子個人）：排名賽（628分，排名第十八）

女子組
- 女子團體（蘇思敏、李彩綺、劉沛妤）：排名賽（1993分，排名第一），淘汰賽（ 金牌）
- 李彩綺（女子個人）：排名賽（682分，排名第一），淘汰賽（ 金牌）
- 蘇思敏（女子個人）：排名賽（670分，排名第二）
- 劉沛妤（女子個人）：排名賽（641分，排名第十一）

混合組
- 李彩綺、鄭祥輝，排名賽（1351分，排名第一），淘汰賽（ 金牌）

## 田徑
- 魏浩倫、洪孟隆、曹廣鈞、林仲威：男子異程接力（1:54.22， 金牌）
- 謝元愷：男子110公尺跨欄（13.42， 金牌）
- 林仲威：男子400公尺跨欄（52.12， 金牌）
- 林翊凱、謝元愷、李柏睿、邱思騏：男子400公尺接力（ 銀牌）
- 林峻毅：男子撐竿跳高（4公尺80， 銀牌）
- 王思遠：男子標槍（72公尺75， 銀牌）
- 林仲威，男子400公尺（48.30， 銅牌）
- 江靜緣：女子鉛球（15公尺55， 銅牌）
- 賴尹甯：女子400公尺跨欄（ 銅牌）
- 頼尹甯：女子100公尺跨欄（第四名）
- 林翊凱：男子110公尺跨欄（13.75，第四名）
- 周欣彤、吳芷儀、賴尹甯、易柏安：女子異程接力（第六名）
- 蔡慈妍：女子鏈球（58公尺94，第八名）

- 田睿祥、羅子杰、黃緯麟、黃潮鴻、鄔心語、歐旻珩
- 王梓諠、方亞寧、謝雨庭、呂文寧、田采玄、程琳

## 游泳
- 鄭佴、簡立璿、劉彥呈、傅堃銘、陳義翔、王昱翔、吳以恩、李佳勳、陳妤函、陳庭萱、邱羿臻、楊宇晴、徐芳澄

## 競技體操
- 莊佳龍、李明亮、宋孝恆、黃彥章、林宜蓁、黃已芹、王雅信、王之媞、王紋宣

## 韻律體操
- 潘玉觀、賴依彤、謝承恩、王婕懿

## 籃球（3對3）
- 女子團體：韓汛、楊幸恩、李恩芯、蕭豫玟
  - 決賽：法國（勝，21:13）
  - 最終結果： 金牌

## 桌球[15]

### 男子組
- 高承睿：男子單打（ 銀牌）
- 張佑安：男子單打（ 銅牌）
- 高承睿、張佑安：男子雙打（ 銅牌）
- 高承睿、張佑安、莊家權、蘇昱綸：男子團體（ 銀牌）

### 女子組
- 劉如紜：女子單打（ 金牌）
- 陳琦媗：女子單打（ 銀牌）
- 朱以晴、蔡昀恩：女子雙打（ 銀牌）
- 劉如紜、陳琦媗：女子雙打（ 銅牌）
- 朱以晴、蔡昀恩、劉如紜、陳琦媗：女子團體（ 銀牌）

## 羽球
- 郭冠麟、謝昀珊、呂沛洋、陳子亦、楊筑云、詹又蓁

### 混合組
- 何文勛、林于顥（混合雙打）： 金牌[16]

## 沙灘排球
- 蔡秉均、余秉翰、胡丞剛、李芸婷、盛紫瑄、許家寧

## 跆拳道
- 蘇靖哲、陳倍雅（混合雙人品勢， 金牌）
- 蘇靖哲（男子個人品勢， 金牌）
- 陳倍雅（女子個人品勢， 銀牌）
- 劉韋辰（男子對打63公斤級， 銅牌）、黃敬芸（女子對打44公斤級， 銅牌）[17]
- 洪俊義（男子對打73公斤級， 金牌）
- 潘奎安（男子對打55公斤級， 銀牌）
- 高筠庭（女子對打55公斤級， 銅牌）
- 黃俊榮、朱曼琳、張喬閔

## 柔道
- 王桀曦（女子組70公斤以上級， 銀牌）[18]
- 黃立帆（ 銅牌）
- 林敬翔（ 金牌）
- 孫立威（第5名）

- 蔡鎧安、邱柏憲、蔡杰恩、武聖雅、沈奕熙、郭方琦、詹育晴、張又文

## 拳擊
- 邱正、賴彥霖、王凱玄、蔡震禹、洪冠騰、劉宇珊、游晨妤、陳宛婷、吳瑀倢、卓妤庭

## 角力
- 林師緯、律志琦、呂智凱、王翔、廖佩穎、李妍儀、袁彩庭

## 霹靂舞
- 林宥赫（男子個人組，第七名）
- 楊博鈞（男子個人組，第十二名）
- 許馥雅（女子個人組， 銅牌）
- 呂倩如（女子個人組，八強）

## 帕拉田徑
- 許文豪（3000公尺， 銅牌）
- 吳宜容、吳芋曄、黃羽涵

## 帕拉游泳
- 蘇安妍：
  - 女子200公尺自由式（ 金牌）
  - 女子50公尺仰式（ 銀牌）
  - 女子50公尺自由式（ 銀牌）
- 姜蔓羚：女子200公尺混合式（ 銀牌）